# MAD Global Thermonuclear Warfare
MAD: Global Thermonuclear Warfare est un jeu vidéo de stratégie en temps réel développé par Small Rockets et édité par Global Star Software, sorti en 2001 sur Windows.

## Accueil
- GameSpot : 5,7/10[1]